# Шарданово
Шарда́ново (кабард.-черк. Щэрдэн) — железнодорожная станция (населенный пункт) в Прохладненском районе Кабардино-Балкарской Республики. Входит в состав муниципального образования «Сельское поселение Учебное».

## География
Шарданово расположено в центральной части Прохладненского района. Находится в 3 км к северо-востоку от центра сельского поселения — Учебное, в 3 км к северу от районного центра Прохладный и в 70 км к северо-востоку от города Нальчик.
Граничит с землями населённых пунктов: Прохладный на юго-востоке, Учебное на юго-западе, со станцией Солдатская на северо-западе и Комсомольское на севере.
Населённый пункт расположен на наклонной Кабардинской равнины, в равнинной зоне республики. Средние высоты на территории станции составляют около 235 метров над уровнем моря. Рельеф местности представляет собой в основном слабо-волнистые равнины, имеющих общий уклон с юго-запада на северо-восток, без резких колебаний относительных высот. П
Гидрографическая сеть представлена в основном Большим Прохладненским каналом, проходящий к северу от станции. Вдоль него расположены искусственные водоёмы, регулирующие сток в канале.
Климат влажный умеренный, с тёплым летом и прохладной зимой. Среднегодовая температура воздуха положительная и составляет +11,0°С. Среднемесячная температура воздуха в июле достигает +24,0°С, в январе составляет около -2,0°С. Среднегодовое количество осадков составляет около 700 мм. Абсолютная среднегодовая влажность воздуха составляет 9,5—9,7 мм. Важнейшими климатообразующими факторами являются: с одной стороны близость высоких гор с обширными пространствами ледников, а с другой – близость на северо-востоке засушливой Прикаспийской низменности.

## Этимология
Своё название станция, а в последующем и населенный пункт, получили от местного кабардинского деятеля — Батырбека Бекмурзовича Шарданова, главного инженера железнодорожного акционерного общества Екатеринодара в конце XIX — начале XX века. 

## История
Железнодорожная станция Шарданово преобразована в новый населённый пункт в составе сельского поселения Учебное, на основании закона Кабардино-Балкарской Республики от 13 января 2014 года N 3-РЗ.
К 2014 году, на территории станции проживало около 300 человек, однако статус их прописки к городу Прохладный или к сельскому поселению Учебный, не был определён.

## Население
| 2021 |
| ---- |
| 367  |

Национальный состав
По данным Всероссийской переписи населения 2021 года:
| Народ                | Численность, чел. | Доля от всего населения, % | Доля от указавших нац-ть, % |
| -------------------- | ----------------- | -------------------------- | --------------------------- |
| русские              | 270               | 73,57 %                    | 78,72 %                     |
| кабардинцы (черкесы) | 20                | 5,45 %                     | 5,83 %                      |
| чеченцы              | 18                | 4,90 %                     | 5,25 %                      |
| ингуши               | 8                 | 2,18 %                     | 2,33 %                      |
| лезгины              | 7                 | 1,91 %                     | 2,04 %                      |
| осетины              | 7                 | 1,91 %                     | 2,04 %                      |
| азербайджанцы        | 5                 | 1,36 %                     | 1,46 %                      |
| другие               | 8                 | 2,18 %                     | 2,33 %                      |
| нет / не указано     | 24                | 6,54 %                     | -                           |
| всего                | 367               | 100 %                      | 100 %                       |

## Железнодорожная станция
Железнодорожная станция Шарданово расположена на Минераловодском отделении Северо-Кавказской железной дороги. Станция по своему типу является грузовой. Выполняет приём и выдачу грузов повагонными и мелкими отправками.

## Улицы
На территории населённого пункт зарегистрировано всего одна улица — Индустриальная: